# Conops malayensis
Conops malayensis är en tvåvingeart som beskrevs av Krober 1940. Conops malayensis ingår i släktet Conops och familjen stekelflugor. Inga underarter finns listade i Catalogue of Life.